# Massiccio dell'Iseran
Il massiccio dell'Iseran è un gruppo montuoso delle Alpi della Vanoise e del Grand Arc (Alpi Graie), posto nel dipartimento francese della Savoia.

## Delimitazioni
Il massiccio si trova ad ovest del colle dell'Iseran e ad est del colle della Leisse. Ad est è delimitato dal corso superiore del fiume Arc e del fiume Isère; ad ovest dal torrente Doron de Termignon (affluente dell'Arc).

## Classificazione

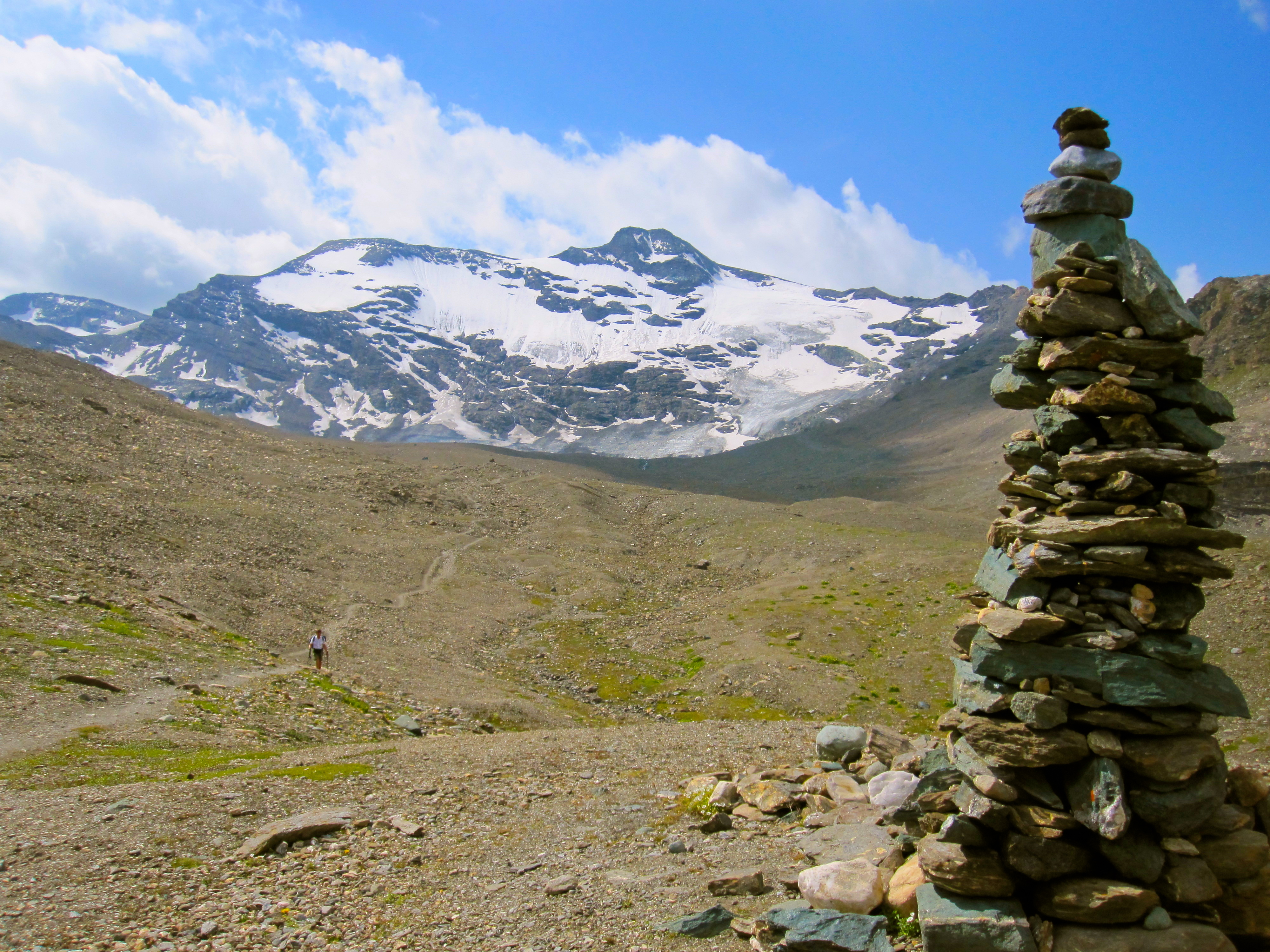
Punta di Méan Martin

La SOIUSA definisce il massiccio dell'Iseran come un supergruppo alpino e vi attribuisce la seguente classificazione:
- Grande parte = Alpi Occidentali
- Grande settore = Alpi Nord-occidentali
- Sezione = Alpi Graie
- Sottosezione = Alpi della Vanoise e del Grand Arc
- Supergruppo = Massiccio dell'Iseran
- Codice = I/B-7.II-A

## Suddivisione
Secondo la SOIUSA il massiccio è suddiviso in due gruppi e cinque sottogruppi:
- Catena Grand Roc Noir-Méan Martin (1)
  - Gruppo del Pélaou Blanc (1.a)
  - Gruppo del Méan Martin (1.b)
  - Gruppo del Grand Roc Noir (1.c)
- Gruppo della Sana (2)
  - Nodo della Punta della Sana (2.a)
  - Cresta Rochers du Génépy-Grand Pré (2.b)

## Vette
Le montagne principali del massiccio sono:
- Grand Roc Noir - 3.582 m
- Pointes du Châtelard - 3.479 m
- Punta della Sana - 3.436 m
- Punta di Méan Martin - 3.330 m
- Rochers du Génépy - 3.139 m
- Pointe du Grand Pré - 3.059 m
- Pélaou Blanc - 3.135 m